# Ergoiena
Ergoiena – gmina w Hiszpanii, w Nawarze, o powierzchni 42,1 km². W 2011 roku gmina liczyła 405 mieszkańców.